# Cirque Surreal
Cirque Surreal is een muziekalbum van Rick Wakeman en zijn band. Zijn zoon Adam Wakeman speelde niet mee, maar had wel de muzikale leiding van circus en band. Wakeman nam het album op voor een internationaal circus, dat echter onbetrouwbaar bleek. Hij bleef met een schuld zitten van 38.000 Britse ponden en moest het album verkopen aan een andere maatschappij om nog een deel terug te zien. De muziek wisselt van kwaliteit; Balance of Power is pure middle-of-the-roadmuziek, muzak; andere doen denken aan de albums uit zijn begintijd. De band trad een week met het circus op in Brighton. Voorts kwamen Cheltenham, Edinburgh en Bath aan beurt. Opnamen vonden plaats te Man.

## Musici
- Chrissie Hammond – zang
- Fraser Thorneycroft-Smith – gitaar
- Phil Laughlin – basgitaar
- Rick Wakeman – toetsinstrumenten
- Tony Fernandez – slagwerk

## Tracklist
Allen van Wakeman

| Nr. | Titel                | Duur |
| --- | -------------------- | ---- |
| 1.  | Gnash                | 5:00 |
| 2.  | Balance of power     | 5:25 |
| 3.  | Wings of fortune     | 3:00 |
| 4.  | Static               | 4:00 |
| 5.  | The party            | 4:00 |
| 6.  | Wired for sound      | 6:00 |
| 7.  | Juliet               | 6:00 |
| 8.  | Tubular bells        | 5:00 |
| 9.  | Carlos               | 6:00 |
| 10. | The love that I know | 4:00 |
| 11. | The jig              | 5:35 |